# 普里斯尼茨
普里斯尼茨（德語：Prießnitz，發音：[ˈpʁiːsnɪts]）是德国萨克森-安哈尔特州布尔根兰县曾经的一个市镇，面积6.49平方千米，人口为人。2010年1月1日，普里斯尼茨与另外3个市镇并入市镇萨勒河畔瑙姆堡。